# ضاري العثمان
القاضي ضاري العثمان ، (1945) قانوني وسياسي كويتي تقلد عدة مناصب وزارية في الفترة ما بين 1986 الي 1993.

## السيرة الشخصية
القاضي ضاري عبد الله العثمان الراشد ، سياسي وقاضي كويتي ، من مواليد دولة الكويت - القبلة عام (1945) حاصل على ليسانس حقوق - جامعة القاهرة تقلد منصبي وزير العدل والشؤون القانونية، ونائب ثاني لرئيس مجلس الوزرارء ووزير الدولة لشؤون مجلس الوزراء .

## المناصب
- وزير الدولة لشؤون مجلس الوزراء 1991.
- النائب الثاني لرئيس مجلس الوزراء.
- وكيل نيابة عامة بالنيابة العامة 1969 – 1972.
- قاضي في المحكمة الكلية.
- مدير إدارة الخبراء في وزارة العدل.
- وكيل مساعد للشؤون القانونية في ديوان الموظفين 1975 – 1981.
- نائباً عاماً 1981.
- وزير العدل والشؤون القانونية 1986 – 1990.
- مستشار لدى ديوان سمو ولي العهد ورئيس مجلس الوزراء (1 يوليو 1993 - 1 يونيو 2025).
- مستشار بالديوان الأميري بدرجة وزير (1 يونيو 2025 - حتى الآن).

## وصلات خارجية
- وزراء الدولة لشؤون مجلس الوزراء
- الامانة العامة لمجلس الوزراء